# Lucky Dime Caper
The Lucky Dime Caper Starring Donald Duck, i Japan känt som Donald Duck's Lucky Dime (ドナルドダックのラッキーダイム Donarudo Dakku no Rakkī Daimu?), är ett plattformsspel utgivet 1991 till Sega Master System och Sega Game Gear. Precis som i Quackshot till Sega Mega Drive är spelet ett Disneyspel med Kalle Anka som huvudfigur.

## Handling
Den onde häxan Magica de Hex har stulit Joakim von Ankas turkrona och kidnappat hans släktingar, Knatte, Fnatte och Tjatte. Kalle Anka ger sig ut i världen för att rädda knattarna och farbror Joakims turkrona.
Kalle Anka kan anfalla sina fiender genom att slå dem med en hammare, eller kasta föremål. Genom att samla stjärnfigur-liknande power ups kan han också anfalla snabbare.

### Fotnoter
1. ↑  ”The Lucky Dime Caper starring Donald DuckDiscuss” (på engelska). Mobygames. 11 mars 1991. http://www.mobygames.com/game/lucky-dime-caper-starring-donald-duck. Läst 5 juni 2014.